# Megacheilacris graminicola
Megacheilacris graminicola is een rechtvleugelig insect uit de familie Romaleidae. De wetenschappelijke naam van deze soort is voor het eerst geldig gepubliceerd in 1971 door Descamps & Amédégnato.